# فیلیس تریبل
فیلیس تریبل (انگلیسی: Phyllis Trible; ۲۵ اکتبر ۱۹۳۲ – ) اهل ایالات متحده آمریکا یک فمینیسم پژوهشگر کتاب مقدس از ریچموند، ویرجینیا است. بورس تحصیلی تریبل بر کتاب مقدس عبری متمرکز است و او به دلیل تأثیر برجسته اش بر تفسیر کتاب مقدس فمینیستی مورد توجه است.